# أحكام الصوم
أحكام الصوم في علم فروع الفقه الإسلامي هي دراسة شرعية لأحكام الصوم مستفادة من أدلة الشرع الإسلامي، وقد اهتم علماء الفقه بموضوع الصيام، وجعلوه قسما من أقسام فقه العبادات يعرف بـ«كتاب الصوم»، ويشمل أبوابا وفصولا ومسائل وغيرها من التفريعات، ويتضمن: تعريف الصوم، وحكمه، والأصل في مشروعيته، وأركان الصوم وشروطه ومبطلاته ومستحبات الصوم ومكروهاته، وصوم شهر رمضان وأنواع الصوم وأقسامه وأحكام نية الصوم وتبييت النية[ ؟ ]، وأحكام الإفطار في رمضان والقضاء والفدية والصوم في السفر وصوم المريض وصوم الحائض وما يذكر ضمن ذلك من آيات أحكام الصيام، وأحكام مواقيت الصوم وأحكام ليلة الصيام ورؤية هلال رمضان ويوم الشك ويوم الغيم ومطلع الفجر وليلة القدر في ليالي شهر رمضان وقيام ليالي رمضان بالعمل الصالح فيها، وصلاة قيام رمضان، واستكمال عدة شهر رمضان ثلاثين يوما عند عدم رؤية هلال شوال، واستكمال شهر شعبان ثلاثين يوما عند عدم رؤية هلال رمضان. وصوم التطوع مثل: صوم عاشوراء، والصوم في شهر المحرم، وصوم ست من شوال وهو العاشر من المحرم، وصوم الإثنين والخميس، صوم ثلاثة أيام من كل شهر، وصوم يوم عرفة لغير الحاج، وصوم يوم وفطر يوم، والصوم المنهي عنه مثل: صوم يوم الشك، وصوم يوم الغيم، والصوم الحرام وهو صوم يومي العيد، وصوم أيام التشريق، ومن الأبواب الملحقة بالصيام: الاعتكاف والأحكام المتعلقة به.

## أنواع الصوم
أنواع الصوم من حيث الحكم الشرعي المتعلق به يشمل أنواعا متعددة، وقد ذكر الفقهاء تقسيمات متعددة، ومهما اختلفت هذه النقسيمات فهي لا تخرج عن قسمين بحسب تقسيم الحكم الشرعي أي: باعتبار أن الصيام من حيث هو عبادة مشروعة يطلب في الشرع فعلها على وجه الإلزام أو بغير إلزام، وقد يقتضي الشرع تركها على وجه الإلزام أو بغير إلزام، فالصوم إما أن يكون مما يطلب فعله أو تركه، فهذان قسمان وكل منهما إما على جهة الإلزام أو بغير إلزام، فهذه أربعة أقسام بحسب الحكم الشرعي، أما القسم الخامس وهو المباح فلا يدخل في الصوم؛ لأنه عبادة والعبادة لا توصف بالإباحة. وعلى هذا التقسيم فالصوم إما أن يكون مما يطلب في الشرع فعله على وجه الإلزام وهو أنواع أولها: الصوم المفروض وهو صيام شهر رمضان أداءً وقضاءً، وصيام الكفارات، والصيام المنذور. ولا فرق بين الفرض والواجب واللازم والحتمي عند جمهور الفقهاء، فهي كلها ألفاظ مترادفة بمعنى واحد، خلافا للحنفية حيث أنهم فرقوا بين الفرض والواجب، وعلى كل الأحوال فهذه الأنواع من الصيام الذي يطلب فعله على وجه الإلزام. وإن كان الصيام مما يطلب في الشرع فعله لا على وجه الإلزام؛ فهذا قسم ثان من أقسام الصوم، وهو الصوم المسنون ويشمل جميع أنواع صوم التطوع وأنواعه كثيرة، مثل: صوم يوم عاشوراء وهو العاشر من شهر المحرم، ويتأكد معه صيام يوم قبله أو بعده، والصوم في شهر المحرم وصوم ست من شوال، وصوم ثلاثة أيام من كل شهر وغير ذلك من أنواع صوم التطوع، ويتضمن أيضا صوم النفل المطلق. والقسم الثاني من أقسام الصيام هو: ما اقتضى الشرع تركه وهو الصوم المنهي عنه إما على وجه الإلزام وهو: الصيام المحرم بمعنى: المنهي عنه في الشرع لذاته، نهيا يقتضي إثم فاعله. وهو صيام يومي عيد الفطر وعيد الأضحى، وأيام التشريق الثلاثة. ويدخل في هذا القسم كل ما يترتب عليه إثم فاعله مثل صوم الحائض عمدا بقصد الصوم، ويشمل أيضا الصوم المكروه كراهة تحريم مثل صوم يوم الشك. وإما أن يكون مما اقتضى الشرع تركه لا على جهة الإلزام وهو المكروه تنزيها مثل: صوم يوم عرفة للحاج، وإفراد صوم يوم الجمعة.

## أركان الصوم
أركان الصوم أي: أجزاء ماهية الصوم التي لا يصح إلا بها». هي: الإمساك فالصوم في حقيقته هو: «الإمساك عن المفطرات من طلوع الفجر إلى غروب الشمس» ومن المفطرات الجماع ، ونية الصوم ركن من أركان الصيام عند المالكية والشافعية ورجح بعض الفقهاء أن النية[ ؟ ] شرط من شروط الصوم وفي الحالين: فإن نية[ ؟ ] الصوم لازمة شرعاً باتفاق جمهور الفقهاء، سواء على القول بأنها ركن أو شرط، والمعنى: أن الصوم لا يصح إلا بالنية. وأضاف بعض الفقهاء ركنا ثالثا من أركان الصوم وهو: الصائم أي: الشخص باعتبار أنه لا يعقل الصوم الشرعي إلا بفاعل وهو الصائم.

## شروط الصوم
شروط الصوم هي: شروط وجوب الصوم، وشروط صحته، ومنها: شروط للوجوب والصحة معا، وشروط صحة الأداء. وشروط الصيام عموما هي: البلوغ، والعقل، والإسلام، والقدرة أي: (إطاقة الصوم)، والصحة، والإقامة. فلا يجب صوم المريض ولا الصوم في السفر، بل يجوز للمسافر الإفطار في رمضان، ولا يجب الصوم على من لا يقدر عليه. ولا يصح الصوم إلا من مسلم عاقل مميز، ويشترط النقاء من الحيض والنفاس، والعلم بالوقت القابل للصوم فيه، كما أن النية لازمة للصوم فلا يصح إلا بها. وهناك تفاصيل أوفى في كتب علم فروع الفقه.
| الشافعية قالوا: تنقسم شروط الصيام إلى قسمين: 1. شروط وجوبه وهي: 1. البلوغ 2. الإسلام 3. العقل 4. الإطاقة حسا وشرعا 5. الصحة 6. الإقامة 2. شروط صحته وهي: 1. الإسلام حال الصيام. 2. التمييز. 3. خلو الصائم من الحيض والنفاس والولادة وقت الصوم وإن لم تر الوالدة دماً. 4. أن يكون الوقت قابلاً للصوم. الحنفية قالوا: شروط الصيام ثلاثة أنواع: 1. شروط وجوبه وهي: 1. الإسلام. 2. العقل. 3. البلوغ. 2. شروط وجوب الأداء وهي: 1. الصحة. 2. الإقامة. 3. شروط صحة الأداء وهي: 1. الطهارة من الحيض والنفاس. 2. النية[ ؟ ]؛ فلا يصح أداء الصوم إلا بالنية تمييزاً للعبادات عن العادات. | المالكية قالوا: شروط الصيام ثلاثة أنواع: 1. شروط وجوبه وهي: 1. البلوغ. 2. القدرة على الصوم. 2. شروط صحتة وهي: 1. الإسلام. 2. الزمان القابل للصوم. 3. النية[ ؟ ] على الراجح من الآراء. 3. شروط وجوبه وصحتة معا وهي: 1. العقل 2. النقاء من دم الحيض والنفاس. 3. دخول شهر رمضان فلا يجب صوم رمضان قبل ثبوت الشهر. الحنابلة قالوا: شروط الصيام ثلاثة أنواع: 1. شروط وجوبه وهي: 1. الإسلام. 2. البلوغ. 3. القدرة على الصوم. 2. شروط صحتة وهي: 1. النية[ ؟ ]. 2. انقطاع دم الحيض. 3. انقطاع دم النفاس. 3. شروط وجوبه وصحتة معا وهي: 1. الإسلام. 2. العقل 3. التمييز 1. البلوغ 2. العقل 3. عدم الإغماء 4. الطهارة من الحيض والنفاس 5. عدم الضرر |

### مبطلات الصوم
مبطلات الصوم أو: مفسدات الصوم، والفاسد والباطل في العبادات بمعنى واحد، ضد الصحيح، والذي يبطل به الصوم بمعنى: ما يكون به الصوم غير صحيح، وإذا بطل الصيام في يوم من صوم شهر رمضان خاصة لمن لا رخصة في الإفطار؛ لزمه بعد بطلان صومه؛ الإمساك بقية اليوم لحرمة الوقت، والقضاء بعد ذلك. وأما المعذور الذي يباح له الفطر كالمريض؛ فلا يلزمه الإمساك. ويحرم تعمد الاستمرار في الإمساك بنية[ ؟ ] الصيام على من يحرم عليه الصيام كما في صوم الحائض. ومبطلات الصوم أي: المفطرات هي:
- ما وصل عمدا إلى الجوف مثل: الأكل والشرب، وما هو بمعنى الأكل والشرب، حال العمد والعلم والاختيار، فيبطل الصوم بما وصل عمدا إلى مسمى جوف، كالحلق[ ؟ ] والبطن والدماغ، فيفطر بكل ما أدخله الصائم باختياره عمدا إلى جوفه، أو مجوف في جسده كدماغه وحلقه، ونحو ذلك مما ينفذ إلى معدته، إذا وصل باختياره، وكان مما يمكن التحرز منه، سواء وصل من الفم على العادة، أو غير العادة كالوجور واللدود، أو من الأنف كالسعوط وهو إدخال الدواء عن طريق الأنف، أو ما يدخل من الأذن إلى الدماغ، أو ما يدخل إلى الجوف من طريق القبل أو الدبر كالحقنة، أو ما يصل من مداواة الجائفة إلى جوفه، أو من دواء المأمومة إلى دماغه، فهذا كله يفطره؛ لأنه واصل إلى جوفه باختياره، فأشبه الأكل، وكذلك لو جرح نفسه، أو جرحه غيره باختياره فوصل إلى جوفه، سواء استقر في جوفه، أو عاد فخرج منه، وبهذا كله قال الشافعي. وقال مالك: لا يفطر بالسعوط، إلا أن ينزل إلى حلقه، ولا يفطر إذا داوى المأمومة والجائفة. واختلف عنه في الحقنة، واحتج له بأنه لم يصل إلى الحلق منه شيء، أشبه ما لم يصل إلى الدماغ ولا الجوف. وذكر ابن قدامة أنه واصل إلى جوف الصائم باختياره، فيفطره كالواصل إلى الحلق، والدماغ جوف، والواصل إليه يغذيه، فيفطره كجوف البدن.[1] ويشترط فيما يصل إلى الجوف أن يكون عمدا، أما لو أدخله ناسيا فلا يبطل صومه؛ لحديث: من أكل أو شرب ناسيا فليتم صومه..

وبلع الريق غير مبطل للصوم وإن تجمع في الفم، ولا يلزم لأجل الصوم إخراج الريق كما قد يتوهم البعض، وأما بلع النخامة عمدا فهو مبطل للصوم، وهي تختلف عن الريق، ويجب على الصائم قطعها ومجها، فهي مستقذر ويبطل الصوم ببلعها عمدا، أما إذا وصلت بغير تعمد ولا تقصير فلا يبطل بها الصوم.
- الاستقاءة فيبطل الصوم بالاستقاءة بمعنى: أن يتعمد الصائم إخراج القيئ من جوفه، فلو تعمد إخراج القيئ؛ بطل صومه، ومثل ذلك فيما إذا غلبه القيئ وخرج كرها وأعاده عمدا إلى جوفه بطل صومه؛ لأنه في حال إعادته يعد إيصال عين إلى الجوف وهو مبطل للصوم. فإن ذرعه القيئ أي: غلبه وخرج بغير تعمد إخراجه؛ فلا يبطل صومه وهو حينئذ غير مكلف بما هو خارج عن إرادته، إلا إذا أعاده إلى جوفه عمدا. ولو استقاء ناسيا للصوم فلا يبطل صومه، وأما استخراج النخامة من الجوف عمدا؛ فلا يبطل بها صومه. ويدل على هذا حديث: «من ذرعه القيئ، فليس عليه قضاء، ومن استقاء عمدا فليقض».[2]
- الجماع بالتقاء الختانين وتغيب الحشفة في أحد السبيلين، سواء أنزل أم لم ينزل، حال العلم والعمد والاختيار، فإذا جامع الصائم في نهار رمضان عامدا مختارا؛ بطل صومه مع الإثم لأجل الصوم، ووجب عليه قضاء صوم ذلك اليوم الذي أفسده، ويجب عليه مع القضاء للصوم الكفارة وهي عتق رقبة، فإن لم يجد فصيام شهرين متتابعين، فإن لم يستطع صيام شهرين متتاليين؛ أطعم ستين مسكينا. هذا إن أفسد صومه في نهار رمضان، فيجب عليه مع القضاء الكفارة والإمساك بقية اليوم مراعاة لحرمة الوقت في نهار رمضان.
- إنزال المني عمدا بمباشرة، بمعنى: خروج المني بطريق المباشرة بشهوة، وذلك أن الصوم من حيث ترك المفطرات التي تتضمن معنى الإمساك عن شهوتي البطن والفرج. أما خروج المني بطريق الاحتلام أي: حال النوم؛ فلا يبطل به الصوم.
- خروج دم الحيض والنفاس، فيبطل صوم المرأة بخروج دم الحيض أو النفاس في نهار الصوم ولو بلحظة قبل غروب الشمس وهذا بإجماع أهل العلم. يدل على هذا حديث أبي سعيد الخدري أن النبي ﷺ قال: أليس إذا حاضت المرأة لم تصل ولم تصم؟ أخرجه البخاري ومسلم، وحديث معاذة لما سألت عائشة عن قضاء الحائض الصوم دون الصلاة، فقالت: كان يصيبنا..

وقد ذكر النووي في صوم الحائض أنه: أجمع أهل العلم على أن الصوم لا يصح من الحائض، ومثلها النفساء.
- الولادة وهي خروج الولد ولو بغير بلل.
- الجنون إذا طرأ على الصائم ولو لحظة.
- الإغماء إن عم جميع النهار، من طلوع الفجر إلى غروب الشمس، ويلزم قضاء الصوم. وإذا أفاق في أي جزء من النهار صح صومه.
- السكر عمدا إن عم جميع النهار، أما النوم فلا يبطل به الصوم.
- الردة وهي الرجوع عن الإسلام إلى الكفر باختيار بكفر صريح. وهناك تفاصيل أوفى، في كتب: فروع الفقه.

### سنن الصوم
مستحبات الصوم أو: مسنونات الصوم هي المندوبات التي يستحب للصائم أن يأتي بها. ومشروعيتها إما؛ بنص يدل على استحبابها، أو: من مفهوم النص ومقتضاه، وتشمل: المستحبات المتعلقة بـصوم شهر رمضان، وغيره من أنواع الصوم، ومنها: تعجيل الإفطار أول الوقت، وأن يفطر على رطب وإن لم يجد أفطر على تمر وإلا فبشربة ماء، وتأخير السحور إلى قريب مطلع الفجر الثاني، وحفظ اللسان من اللغو والرفث، والدعاء عند الإفطار، وغير ذلك. ومن مستحبات الصوم التسحر وقد وردت أحاديث كثيرة تدل على استحبابه والترغيب فيه، وأن يتسحر مريد الصوم حتى ولو بجرعة من ماء، تشبها بالآكلين. وفي الصحيحين: «عن أنس قال: قال رسول الله ﷺ: "تسحروا فإن في السحور بركة"». والسحور -بفتح السين- بمعنى: المأكول كالخبز وغيره، أو بمعنى: الوجبة التي يتناولها الصائم فيما قبل طلوع الفجر الثاني، أو -بضم السين- هو الفعل والمصدر، وهو من مستحبات الصوم، وسبب البركة فيه تقويته الصائم على الصوم وتنشيطه له وفرحه به وتهوينه عليه، وذلك سبب لكثرة الصوم. وفي صحيح مسلم: «عن عمرو بن العاص رضي الله عنه، قال: قال رسول الله ﷺ:"إن فصل ما بين صيامنا وصيام أهل الكتاب أكلة السحر"». و«عن أبي سعيد قال: قال رسول الله ﷺ: "السحور أكله بركة، فلا تدعوه، ولو أن أحدكم يجرع جرعة من ماء، فإن الله وملائكته يصلون على المتسحرين"».
قال النووي: فاتفق أصحابنا وغيرهم من العلماء على أن السحور سنة، وأن تأخيره أفضل، وعلى أن تعجيل الفطر سنة بعد تحقق غروب الشمس، ودليل ذلك كله الأحاديث الصحيحة. ولأن فيهما إعانة على الصوم، ولأن فيهما مخالفة للكفار، ففي صحيح مسلم: عن عمرو بن العاص: أن رسول الله ﷺ قال: «فصل ما بين صيامنا وصيام أهل الكتاب أكلة السحر» رواه مسلم. أكلة السحر بفتح الهمزة هي السحور. ولأن محل الصوم هو النهار فلا معنى لتأخير الفطر والامتناع من السحور في آخر الليل؛ ولأن بغروب الشمس صار مفطرا فلا فائدة في تأخير الفطر. ووقت السحور بين نصف الليل وطلوع الفجر، ويحصل السحور بكثير المأكول وقليله، ويحصل بالماء أيضا، ففي مسند أحمد: «عن أبي سعيد قال: قال رسول الله ﷺ: "السحور أكله بركة، فلا تدعوه، ولو أن أحدكم يجرع جرعة من ماء، فإن الله وملائكته يصلون على المتسحرين"». ويستحب تأخير السحور إلى قريب طلوع الفجر الثاني. ويستحب للصائم أن يفطر على تمر، والأفضل منه الرطب، فإن لم يجد فعلى الماء، وذلك لما روى سلمان بن عامر قال: «قال رسول الله ﷺ: «إذا أفطر أحدكم فليفطر على تمر، فإن لم يجد فليفطر على ماء فإنه طهور»». «عن أنس قال: «كان رسول الله ﷺ يفطر قبل أن يصلي على رطبات فإن لم يكن رطبات فتميرات، فإن لم يكن تميرات حسا حسوات من ماء». ويستحب للصائم الدعاء عند الإفطار، ويقول عند إفطاره: «اللهم لك صمت وعلى رزقك أفطرت»؛ لما روى أبو هريرة قال: «كان رسول الله ﷺ إذا صام ثم أفطر قال:  "اللهم لك صمت وعلى رزقك أفطرت"». و«عن ابن عمر: كان النبي ﷺ إذا أفطر قال: ذهب الظمأ وابتلت العروق وثبت الأجر إن شاء الله تعالى.» وعن مروان يعني ابن سالم المقفع قال رأيت ابن عمر يقبض على لحيته فيقطع ما زاد على الكف وقال: «كان رسول الله ﷺ إذا أفطر قال: "ذهب الظمأ وابتلت العروق، وثبت الأجر إن شاء الله"».
ويستحب أن يدعو الصائم عند فطره، قال النووي: وهذا لا خلاف في استحبابه للحديث، وفي كتاب ابن ماجه: «عن ابن عمرو بن العاص أن النبي ﷺ قال: «إن للصائم عند فطره دعوة ما ترد» كان ابن عمرو إذا أفطر يقول: «اللهم برحمتك التي وسعت كل شيء اغفر لي»».
ويستحب للصائم الدعاء عند الإفطار وأن يقول عند إفطاره: «اللهم لك صمت وعلى رزقك أفطرت»؛ لما روى أبو هريرة قال: «كان رسول الله ﷺ إذا صام ثم أفطر قال: "اللهم لك صمت وعلى رزقك أفطرت"». و«عن ابن عمر: كان النبي ﷺ إذا أفطر قال: ذهب الظمأ وابتلت العروق وثبت الأجر إن شاء الله تعالى.» وعن مروان يعني ابن سالم المقفع قال رأيت ابن عمر يقبض على لحيته فيقطع ما زاد على الكف وقال: «كان رسول الله ﷺ إذا أفطر قال: "ذهب الظمأ وابتلت العروق، وثبت الأجر إن شاء الله"».
ويستحب أن يفطر الصائم في وقت الإفطار؛ لما روى زيد بن خالد الجهني: «أن النبي ﷺ قال: "من فطر صائما فله مثل أجره ولا ينقص من أجر الصائم شيء"». ويحصل بما يفطر به الصائم ولو على تمرة أو شربة ماء أو لبن إن لم يقدر على عشائه. قال الماوردي: "إن بعض الصحابة قال: يا رسول الله، ليس كلنا يجد ما يفطر الصائم، فقال رسول الله صلى الله عليه وسلم: يعطي الله تعالى هذا الثواب من فطر صائما على تمرة أو شربة ماء أو مذقة لبن.

### تأخير السحور
يستحب تأخير السحور إلى قريب انفجار الفجر الثاني، وذلك هو الأفضل، وفي الحديث: «عن أبي ذر قال: قال رسول الله ﷺ: "لا تزال أمتي بخير ما عجلوا الإفطار وأخروا السحور"». يدل الحديث على أنه يستحب للصائم التسحر، أي: أن يتناول أكلة السحر، وتسمى: الغداء المبارك، وينتهي وقته بدخول وقت صلاة الفجر، ويستحب تأخير السحور إلى ما قبل وقت صلاة الفجر؛ لأن ذلك هو الأبلغ في حصول المقصود منه. وفي الصحيحين: «عن أنس عن زيد بن ثابت رضي الله عنه قال: تسحرنا مع النبي ﷺ ثم قام إلى الصلاة». كما أن وقت السحور يمتد إلى ما قبل بداية وقت الإمساك، بدخول وقت صلاة الفجر، لكن الفصل بين التسحر وبين الصلاة بفاصل يسير، هو الأفضل ليتسنى للصائم الاستعداد للصلاة، وليكون له من ذلك الوقت تناول الشراب، والذكر والاستغفار وقراءة القرآن. وقد سئل أنس: زيد ابن ثابت عن مقدار الوقت الذي كان ما بين انتهاء أكل السحور، وبين ابتداء أول وقت الشروع في الصلاة، فقال له زيد بن ثابت: «قدر خمسين آية» كما جاء ذلك في الحديث: «عن أنس عن زيد بن ثابت رضي الله عنه قال: تسحرنا مع النبي ﷺ ثم قام إلى الصلاة قلت: كم كان بين الأذان والسحور؟ قال: قدر خمسين آية». فقول زيد ابن ثابت: «قدر خمسين آية» أي: متوسطة لا طويلة ولا قصيرة لا سريعة ولا بطيئة، وهو تقدير الوقت في تلك الحال، وذلك لتقريب مقدار الوقت، قال المهلب وغيره: فيه تقدير الأوقات بأعمال البدن، وكانت العرب تقدر الأوقات بالأعمال كقوله: قدر حلب شاة، وقدر نحر جزور، فعدل زيد بن ثابت عن ذلك إلى التقدير بالقراءة؛ إشارة إلى أن ذلك الوقت كان وقت العبادة بالتلاوة. وقال ابن أبي جمرة: فيه إشارة إلى أن أوقاتهم كانت مستغرقة بالعبادة.
قال ابن حجر: «قال ابن أبي جمرة: كان ﷺ ينظر ما هو الأرفق بأمته فيفعله؛ لأنه لو لم يتسحر لاتبعوه فيشق على بعضهم، ولو تسحر في جوف الليل لشق أيضا على بعضهم ممن يغلب عليه النوم فقد يفضي إلى ترك الصبح أو يحتاج إلى المجاهدة بالسهر. وقال فيه أيضا تقوية على الصيام لعموم الاحتياج إلى الطعام ولو ترك لشق على بعضهم ولا سيما من كان صفراويا فقد يغشى عليه فيفضي إلى الإفطار في رمضان. قال: وفي الحديث تأنيس الفاضل أصحابه بالمؤاكلة، وجواز المشي بالليل للحاجة؛ لأن زيد بن ثابت ما كان يبيت مع النبي ﷺ. وفيه الاجتماع على السحور، وفيه حسن الأدب في العبارة لقوله: "تسحرنا مع رسول الله ﷺ" ولم يقل نحن ورسول الله ﷺ لما يشعر لفظ المعية بالتبعية».
آخر وقت السحور
يمتد الوقت الذي تحل فيه المفطرات ليلة الصيام إلى طلوع الفجر الثاني. ويدل على ذلك حديث: «إن بلالا يؤذن بليل، فكلوا واشربوا حتى يؤذن ابن أم مكتوم». حديث: «لا يمنعكم سحوركم أذان بلال». وقد ورد في الصحيحين من حديث القاسم: «عن عائشة: أن رسول الله ﷺ قال: "لا يمنعكم أذان بلال عن سحوركم، فإنه ينادي بليل، فكلوا واشربوا حتى تسمعوا أذان ابن أم مكتوم، فإنه لا يؤذن حتى يطلع الفجر"». لفظ البخاري وعن حماد، عن إبراهيم، قال: «السحور بليل، والوتر بليل».
وماورد في آخر وقت السحور: «عن سهل بن سعد رضي الله عنه قال: كنت أتسحر في أهلي ثم تكون سرعتي أن أدرك السجود مع رسول الله ﷺ». وعن بلال قال: «أتيت النبي ﷺ أؤذنه بالصلاة وهو يريد الصوم، فدعا بإناء فشرب، ثم ناولني فشربت، ثم خرج إلى الصلاة». وعن عامر بن مطر، قال: «أتيت عبد الله بن مسعود في داره، فأخرج فضلا من سحوره، فأكلنا معه، ثم أقيمت الصلاة فخرجنا فصلينا». وعن سالم مولى أبي حذيفة قال: «كنت أنا وأبو بكر الصديق فوق سطح واحد في رمضان، فأتيت ذات ليلة فقلت: ألا تأكل يا خليفة رسول الله صلى الله عليه وسلم؟ فأومأ بيده أن كف، ثم أتيته مرة أخرى، فقلت له: ألا تأكل يا خليفة رسول الله؟ فأومأ بيده أن كف. ثم أتيته مرة أخرى، فقلت: ألا تأكل يا خليفة رسول الله؟ فنظر إلى الفجر ثم أومأ بيده أن كف. ثم أتيته فقلت: ألا تأكل يا خليفة رسول الله؟ قال: هات غداءك، قال: فأتيته به فأكل ثم صلى ركعتين، ثم قام إلى الصلاة».
الفصل بين السحور وبين صلاة الفجر هو الأفضل. ويدل على ذلك ما رواه أنس عن معاذ ابن جبل في الصحيحين أنه: «قدر خمسين آية». لكن وردت روايات أخرى تدل على جواز تمديد وقت السحور إلى آخر وقته،
قال ابن حجر في رواية أنس عن معاذ: «وقال الطبري: فيه دلالة على أن الفراغ من السحور كان قبل طلوع الفجر، فهو معارض لقول حذيفة «هو النهار إلا أن الشمس لم تطلع». انتهى. والجواب: أن لا معارضة بل تحمل على اختلاف الحال، فليس في رواية واحد منهما ما يشعر بالمواظبة، فتكون قصة حذيفة سابقة، وكونه من مسند زيد بن ثابت أو من مسند أنس». «عن عاصم عن زر عن حذيفة قال: كان النبي صلى الله عليه وسلم يتسحر وما أرى مواقع النبل. قال: قلت: أبعد الصبح؟ قال: هو الصبح إلا أنه لم تطلع الشمس».
قال ابن كثير: «وهو حديث تفرد به عاصم بن أبي النجود، قاله النسائي، وحمله على أن المراد قرب النهار، كما قال تعالى: «فإذا بلغن أجلهن فأمسكوهن بمعروف أو فارقوهن بمعروف». سورة الطلاق آية: (2) أي: قاربن انقضاء العدة، فإما إمساك أو ترك للفراق. وهذا الذي قاله هو المتعين حمل الحديث عليه: أنهم تسحروا ولم يتيقنوا طلوع الفجر، حتى أن بعضهم ظن طلوعه وبعضهم لم يتحقق ذلك». وحكى أبو جعفر بن جرير في تفسيره، عن بعضهم: أنه إنما يجب الإمساك من طلوع الشمس كما يجوز الإفطار بغروبها. قلت: «وهذا القول ما أظن أحدا من أهل العلم يستقر له قدم عليه، لمخالفته نص القرآن في قوله: «وكلوا واشربوا حتى يتبين لكم الخيط الأبيض من الخيط الأسود من الفجر ثم أتموا الصيام إلى الليل»»

### تعجيل الإفطار

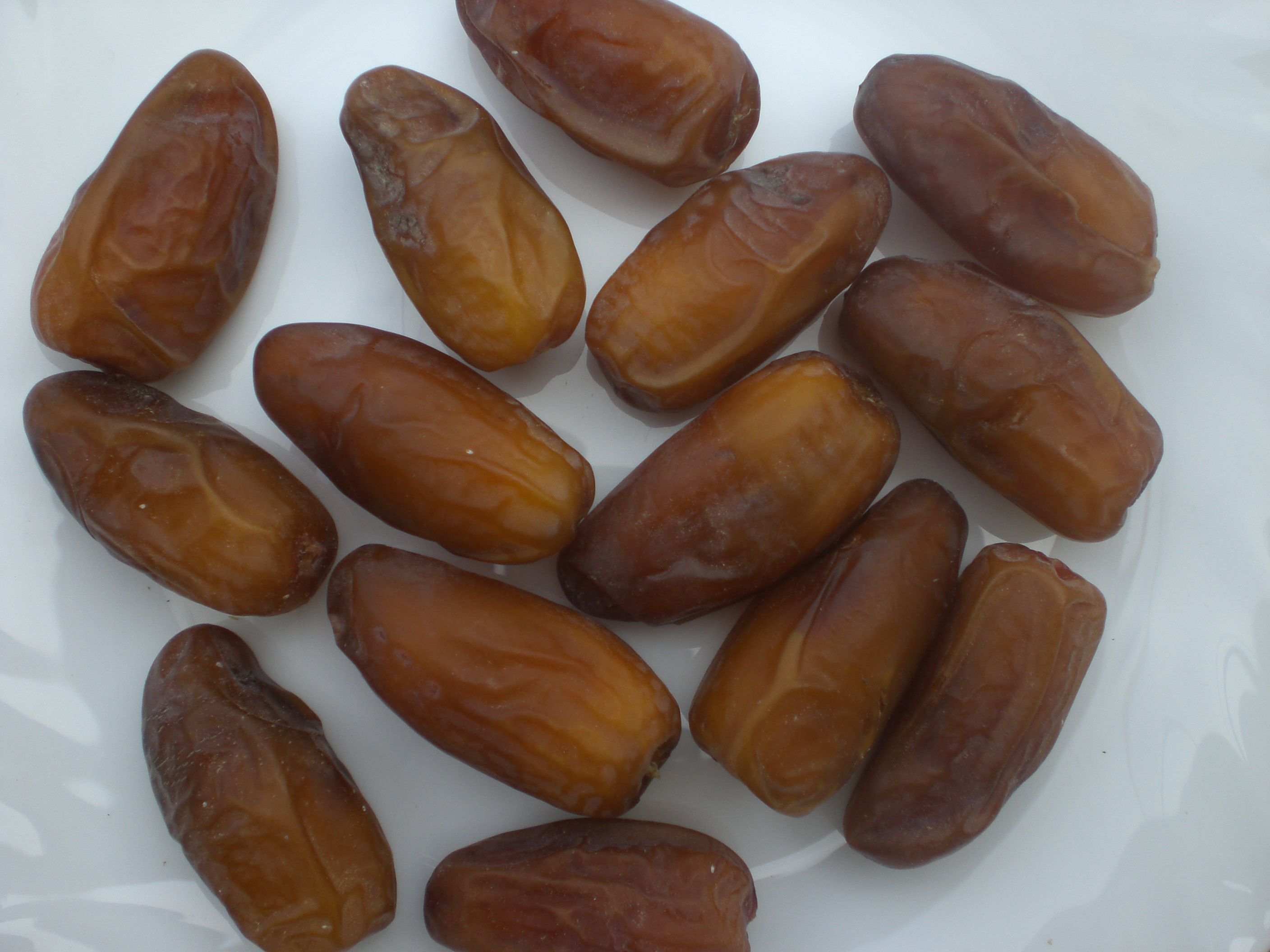
تمر للإفطار

من مستحبات الصوم تعجيل الفطر عند بداية دخول وقت صلاة المغرب، أي: أنه يستحب للصائم المبادرة بالإفطار في أول الوقت ولا يؤخره، ويدل عليه من السنة حديث: «عن سهل بن سعد أن رسول الله ﷺ قال: «لا يزال الناس بخير ما عجلوا الفطر»». قال ابن حجر: قال ابن عبد البر: أحاديث تعجيل الإفطار وتأخير السحور صحاح متواترة. وعند عبد الرزاق وغيره بإسناد صحيح عن عمرو بن ميمون الأودي قال: "كان أصحاب محمد ﷺ أسرع الناس إفطارا وأبطأهم سحورا"». ويكون ذلك بغروب الشمس، ومن كان وراء أبنية الجبال ولم يشاهد الغروب؛ فيدخل الوقت بغروب شمس أقرب الأمكنة إليه ويكون بإقبال ظلمة الليل وذهاب ضوء النهار،
عن «عاصم بن عمر بن الخطاب عن أبيه رضي الله عنه قال قال رسول الله ﷺ: "إذا أقبل الليل من ها هنا وأدبر النهار من ها هنا وغربت الشمس فقد أفطر الصائم"». أي: دخل وقت الفطر.
«عبد الله بن أبي أوفى رضي الله عنه قال سرنا مع رسول الله ﷺ وهو صائم فلما غربت الشمس قال انزل فاجدح لنا قال يا رسول الله لو أمسيت قال انزل فاجدح لنا قال يا رسول الله إن عليك نهارا قال انزل فاجدح لنا فنزل فجدح ثم قال إذا رأيتم الليل أقبل من ها هنا فقد أفطر الصائم وأشار بإصبعه قبل المشرق».
يدخل وقت صلاة المغرب بغروب الشمس؛ لحديث:
«عن سلمة بن الأكوع، أن رسول الله ﷺ كان يصلي المغرب إذا غربت الشمس وتوارت بالحجاب». وقد اتفق العلماء على أن أول وقت صلاة المغرب: غروب الشمس، ووقع الخلاف في العلامة التي يعرف بها الغروب.
ويستحب تعجيل صلاة المغرب لأول وقتها؛ لحديث: «وعن عقبة بن عامر أن النبي ﷺ قال: "لا تزال أمتي بخير، أو: على الفطرة، ما لم يؤخروا المغرب حتى تشتبك النجوم"». وعند ابن ماجه والحاكم وابن خزيمة في صحيحه بلفظ: «لا تزال أمتي على الفطرة ما لم يؤخروا المغرب حتى تشتبك النجوم». قال الشوكاني: «والحديث يدل على استحباب المبادرة بصلاة المغرب وكراهة تأخيرها إلى اشتباك النجوم. وقد عكست الروافض القضية فجعلت تأخير صلاة المغرب إلى اشتباك النجوم، مستحبا والحديث يرده». وقال أيضا: «قال النووي في شرح مسلم: إن تعجيل المغرب عقيب غروب الشمس مجمع عليه، قال: وقد حكي عن الشيعة فيه شيء لا التفات إليه ولا أصل له، وأما الأحاديث الواردة في تأخير المغرب إلى قرب سقوط الشفق فكانت لبيان جواز التأخير، وقد سبق إيضاح ذلك؛ لأنها كانت جوابا للسائل عن الوقت، وأحاديث التعجيل المذكورة في هذا الباب وغيره إخبار عن عادة رسول الله ﷺ المتكررة التي واظب عليها إلا لعذر فالاعتماد عليها».